# Achaetops
Achaetops is een monotypisch geslacht van zangvogels uit de familie Macrosphenidae.

## Soorten
Het geslacht kent de volgende soort:
- Achaetops pycnopygius – Roodstuitrotszanger